# Antonio Bosio
Pour les articles homonymes, voir Bosio.
Antonio Bosio (né en 1575 ou 1576 à Malte et mort le 6 septembre 1629 à Rome) est un archéologue italien d'origine maltaise.

## Biographie
Confié à la garde de son oncle Giacomo Bosio, Antonio Bosio arrive à Rome en 1587, quand son oncle est nommé représentant de l'ordre de Saint-Jean de Jérusalem auprès de Saint-Siège.

### Antonio Bosio et la naissance de l'archéologie paléochrétienne à Rome
Il arrête ses études de littérature, philosophie et jurisprudence à l'âge de 18 ans quand il commence à s'intéresser aux catacombes chrétiennes de la via Salaria découvertes dans la campagne romaine en 1578. Il employa 35 ans de sa vie à mettre au jour, décrire et étudier les catacombes de Rome dont il trouve trace dans les actes des martyrs. Il meurt en 1629 en laissant deux volumes de notes manuscrites de plus de 1 000 feuillets chacun confiés à la Biblioteca Vallicelliana à Rome.
L'ouvrage a été publié in-folio en 1632-1635, par le chevalier Carlo Aldobrandino sous le patronage de Giovanni da S. Severino Severani, sous le titre de Roma Sotterranea, opera postuma di Antonio Bosio Romano, antiquario ecclesiastico singolare de' suoi tempi, Compita, disposta, et accresciuta dal MRP Giovanni da S. Severino Severani. Il a été traduit de l'italien au latin par un prêtre de l'Oratoire de Rome Paolo Aringhi en deux volumes publié à Rome en 1651 et à Cologne en 1659, largement complété par Giovanni Gaetano Bottari en trois volumes entre 1737 et 1753.
Le succès de l'ouvrage Roma Sotterranea repose en partie sur ses riches illustrations : il contient de nombreux plans et coupes des catacombes, ainsi que de nombreuses reproductions de peintures, inscriptions funéraires et objets précieux.
Une conséquence fâcheuse de cette publication est qu'une fois les emplacements connus, les catacombes ont été fouillées faisant disparaitre tout ce qui pouvait avoir une  valeur marchande. Bien que beaucoup d'informations sur l'état des catacombes, de leurs inscriptions et de leurs fresques aient été conservées dans les manuscrits de Bosio, un grand nombre ont été perdues à la suite de la publication. Certains des catacombes décrites par Bosio ont été détruites depuis par des constructions ultérieures.
A noter que le nom d'Antonio Bosio est cité dans le très beau roman historique de Monaldi & Sorti, "Imprimatur", où est notamment évoquée la chasse aux reliques dans les catacombes romaines installée par le pape Grégoire XV vers 1620 et encore plus exploitées, plus tard, par le Pape Innocent X Pamphili.